# Giovanni Battista Pattoni
Giovanni Battista Pattoni (Mantova, 1713? – Mantova, 19 luglio 1773) è stato un compositore italiano.

## Biografia
Giovanni Battista Pattoni è stato Maestro di cappella della Regia cappella della Basilica palatina di Santa Barbara a Mantova e della Reale Accademia della città. 
Fu maestro di musica del principe Michele Della Torre e Tasso II (1722-1789). Fu autore di musica sacra, oratori ed opere liriche. 
Per il Teatro Sant'Angelo di Venezia scrisse il dramma per musica Nicoraste re di Tracia che fu rappresentato il 22 maggio 1745.
Nell'aprile del 1750 al Palazzo Ducale di Modena fu rappresentata la sua Azione per musica: Pace. Panaro. Marte.
Il 14 gennaio 1761 Pattoni fu aggregato come compositore all'Accademia Filarmonica di Bologna.
Nel 1769 fu primo maestro della Colonia filarmonica che organizzava rappresentazioni a teatro e accademie, tra le quali quella del quattordicenne Mozart il 16 gennaio 1770 al Teatro Bibiena durante il soggiorno del giovane austriaco a Mantova.
Tra le opere strumentali di Pattoni si conservano anche 4 Duetti per due flauti traversi.